# Alexandra de Kent
Alexandra, a Honorável Lady Ogilvy (nome pessoal: Alexandra Helen Elizabeth Olga Christabel; Londres, 25 de dezembro de 1936) é a única filha do príncipe Jorge, Duque de Kent, e da princesa Marina da Grécia e Dinamarca, ela é neta de Jorge V, sobrinha de Eduardo VIII e Jorge VI, e prima da rainha Isabel II, prima de segundo grau do príncipe Filipe, Duque de Edimburgo, tornando-a prima de segundo e primeiro grau do rei Carlos III.
A princesa Alexandra realizava deveres reais por sua prima, a rainha Isabel II. Ela é a 57ª na linha de sucessão do trono real britânico dos 16 estados, na época de seu nascimento, em 1936, ela era a sexta na linha de sucessão de sete Estados. Alexandra é a única prima em primeiro grau da rainha Isabel II por via paterna.

## Primeiros anos
A princesa Alexandra nasceu no dia 25 de dezembro de 1936 em Belgrave Square, em Londres. Seu pai foi o príncipe Jorge, Duque de Kent, o quarto filho do rei Jorge V do Reino Unido e da rainha Maria de Teck. Sua mãe foi a princesa Marina da Grécia e Dinamarca, a filha do príncipe Nicolau da Grécia e Dinamarca e Helena Vladimirovna da Rússia.
Como neta da linhagem masculina da monarquia britânica, ela foi estilizada como uma princesa britânica com o prefixo de "Sua Alteza Real". No momento de seu nascimento, ela era a sexta na linha de sucessão ao trono britânico. A princesa foi batizada em uma capela privada do Palácio de Buckingham, no dia 9 de fevereiro de 1937, e seus padrinhos foram o rei Jorge VI, e a rainha Isabel Bowes-Lyon, seu tio e sua tia; o príncipe Nicolau da Grécia e Dinamarca, seu avô; a princesa Olga da Grécia e Dinamarca, sua tia; conde Carlos Teodoro de Törring-Jettenbach, seu tio; a rainha da Noruega, Maud de Gales, sua tia-avó; príncipe Alexandre de Teck, seu tio-avô, e a princesa Beatriz do Reino Unido, sua tia-bisavó. Ela recebeu o nome Alexandra em homenagem a sua bisavó materna, Alexandra da Dinamarca. Ela recebeu o nome de Cristabel porque nasceu no dia de Natal, igual sua tia, a princesa Alice, Duquesa de Gloucester.
A princesa passou a maior parte de sua infância na casa de sua família, em Buckinghamshire. Ela morou com sua avó paterna, a rainha Maria de Teck, a viúva de George V, durante a Segunda Guerra Mundial, em Badminton. Seu pai foi morto em um acidente de avião dia 25 de agosto de 1942, enquanto servia para a Força Aérea Real.
A princesa Alexandra foi a primeira princesa britânica a frequentar uma escola regular, a Escola Heathfield.

## Casamento
Em 24 de abril de 1963, ela contraiu casamento morganático com Angus Ogilvy (1928-2004), o segundo filho do coronel David Ogilvy e de Alexandra Coke. A cerimônia de casamento aconteceu para poucos convidados da família real e foi transmitida mundialmente, pela televisão, assistida por aproximadamente 200 milhões de pessoas.
Ogilvy recusou a oferta da rainha em receber algum condado depois do casamento. Assim, quando tivessem filhos, eles não carregariam nenhum título. Ele foi nomeado cavaleiro em 1988, e foi nomeado para o Conselho Privado, em 1997. 
A princesa Alexandra e ele tiveram dois filhos: Jaime e Marina, além de quatro netos, nenhum deles carregando algum título real:
- Jaime Ogilvy, nasceu dia 29 de fevereiro de 1964, casou-se dia 30 de julho de 1988 com Julia Rawlinson.
  - Flora Ogilvy, nasceu em 1994;
  - Alexandre Ogilvy, nasceu em 1996.
- Marina Ogilvy, nasceu em 31 de julho de 1966, casou-se em 2 de fevereiro de 1990 com Paul Julian Mowatt; divorciaram-se em 4 de dezembro de 1997.
  - Zenouska May Mowatt, 26 de maio de 1990;
  - Christian Alexander Mowatt, 4 de julho de 1993.

## Títulos, Honras e Armas

### Títulos
- 25 de dezembro de 1936 - 24 de abril de 1963: Sua Alteza Real, a Princesa Alexandra de Kent
- 24 de abril de 1963 - 31 de dezembro de 1988: Sua Alteza Real, a Princesa Alexandra, a Honorável Sra. Angus Ogilvy
- 31 de dezembro de 1988 - presente: Sua Alteza Real, a Princesa Alexandra, a Honorável Lady Ogilvy

Oficialmente é "Sua Alteza Real, a Princesa Alexandra Helen Elizabeth Olga Christabel de Kent, a Honorável Lady Ogilvy, Dama Real da Mais Nobre Ordem da Jarreteira, Dama Grã-Cruz da Real Ordem Vitoriana".

### Honras

#### Honras britânicas
- LG: Dama da Ordem da Jarreteira, 2003
- GCVO: Dama da Grande Cruz da Real Ordem Vitoriana, 1960
- Ordem da Família Real do Rei Jorge VI
- Ordem da Família Real da rainha Isabel II

#### Honras da Commonwealth
Condecorações das Forças Canadenses
- Patrona, Real Serviço de Enfermagem Naval, desde 1955
- Patrona e Comandante Chefe do Ar, Real Serviço de Enfermagem da Força Aérea
- Real Coronel, Terceiro Batalhão de Rifles
- Comandante Honorária, RAF Cottersmore
- Coronel Honorária Real, Real Yeomanry
- Deputada Coronel-em-Chefe, Reais Lanceiros da Rainha
- Coronel-em-Chefe, Rifles do Canadá
- Coronel-em-Chefe, Regimento Escocês Canadense

Condecorações de Hong Kong
- Comandante Geral, Força de Polícia Real de Hong Kong